# ريمكس فلسطين
ريمكس فلسطين هو أكبر موقع تفاعلي بصري عن فلسطين يحتوي هذا الموقع على عشرات الأفلام الوثائقية المتاحة ويعتمد على تقنية متقدمة تربط النص بالفيديو تسمح لزائر الموقع أن يدمج أكثر من مقطع من عدة أفلام وثائقية ويرتبها من جديد ليصنع منها قصة أو ريمكسك عن فلسطين بكل سهولة.

## عن الموقع
كلمة ريمكس تعني فلمك أو قصتك التي أعدت بناءها باستخدام أفلام الموقع وأدواته المتقدمة تقنياً، يوفر هذا الموقع لأول مرة خاصية البحث داخل الفيديو (داخل الفلم) والتي تجعل هذا الموقع الفريد من نوعه في استخدام هذه التقنية الحديثة باللغة العربية، حيث يمكنك من البحث داخل الموقع عن أي كلمة (مكان أو اسم شخص أو موضوع أو سنة أو...) لتصل خلال ثوان إلى مقاطع الفيديو التي ذكرت فيها هذه الكلمة بالتحديد في جميع الأفلام.
أيضاً يحتوي هذا موقع على كم هائل من المعلومات البصرية التي تسهل فهم الزائر لقصة فلسطين منذ عام 1799.

## صور فلسطين
يسمح هذا الموقع بمشاهد الصور الجوية للأماكن والمدن التاريخية الفلسطينية، واستكشاف المعلومات بصريا من خلال التعرف على معلومات دقيقة عن مئات القرى الفلسطينية المهجرة التي محيت بالتطهير العرقي من خارطة فلسطين، في الموقع أيضا خارطة اختفاء فلسطين، وهي نموذج تفاعلي يلخص في دقيقة واحدة كيف محيت فلسطين من خارطة العالم وما حدث للأرض والسكان منذ مئة عام إلى اليوم.

## مطورو الموقع
QCRI: معهد قطر لبحوث الحوسبة
- ألما برينيشانين: منتج، الجزيرة ترك
- عرفات ماضي: مدير إدارة العلاقات الدولية والاتصال، شبكة الجزيرة
- عارف حجاوي:مدير المعايير التحريرية، شبكة الجزيرة
- جهاد كيتين: مساعد منتج ترويج، الجزيرة ترك
- ديبورا هارينجتون: مدير إدارة الأعمال والإنتاج، شبكة الجزيرة
- دجاني هاسيجيك: منتج، إدارة البرامج، الجزيرة بلقان
- ايلفي جيكيم: منتج ريفيرجن، الجزيرة ترك
- يركان اوز: منتج ريفيرجن، الجزيرة ترك
- فخر الدين سماليوفيك: صحافي ومصمم الموقع الإلكتروني، الجزيرة بلقان
- عماد موسى: مدير الموقع الإلكتروني، الجزيرة الإنجليزية[2]